# Противотечение
Противотечение — течение, направленное против преобладающих в данном районе ветров или против движения основных устойчивых течений. Принято выделять (поскольку они имеют различную механику) поверхностные, подповерхностные и глубинные противотечения.
Наиболее известными являются межпассатные поверхностные противотечения, описанные ещё в XIX в., которые вызываются поперечной неравномерностью пассатных ветров и напрямую зависят от их интенсивности.
Пассатами (и пассатными течениями) обусловлены также подповерхностные экваториальные противотечения течение Кромвелла в Тихом и течение Ломоносова в Атлантическом океанах.
Подповерхностные противотечения вызываются постоянным градиентом давления, создаваемым основным течением, и поэтому являются гораздо более устойчивыми. При появлении неоднородностей или ослаблении ветров подповерхностные противотечения могут «выныривать» на поверхность и наблюдаться в качестве поверхностных противотечений.
К числу наиболее мощных поверхностно-подповерхностных противотечений относится Перуано-Чилийское противотечение (течение Гюнтера). Оно направлено на юг вдоль западного побережья Южной Америки между направленными на север Перуанским океаническим и Перуанским прибрежным течениями (см. Перуанское течение (Течение Гумбольдта)). Аналогичное, но более слабое противотечение наблюдается у западных берегов Африки (в районе Анголы и Намибии).
Наиболее ярким примером глубинного противотечения может считаться глубинное противотечение под Гольфстримом, которое движется на юг на глубине от двух до пяти километров со скоростью до 20 см/сек.
Иногда выделяют также придонные противотечения, которые можно наблюдать в проливах, соединяющих бассейны с резко различающимися плотностью, температурой и/или соленостью воды. Например, в Гибралтарском проливе или в Босфоре. Причём поверхностное течение в указанных случаях направлено в бассейн большей плотности, а придонное — в бассейн с меньшей плотностью.